# Harrtjärnen (Arjeplogs socken, Lappland)
Harrtjärnen är en sjö i Arjeplogs kommun i Lappland och ingår i Skellefteälvens huvudavrinningsområde. Harrtjärnen ligger i Akkelis Natura 2000-område.